# Disco Novo
Disco Novo é o sexto álbum de Kiko Zambianchi, lançado em 2001 pela gravadora Abril Music e produzido por Rafael Ramos.

## Faixas
| N.º | Título                   | Compositor(es)                         | Duração |  |
| 1.  | "Tudo é Possível"        | Kiko Zambianchi                        | 3:04    |  |
| 2.  | "Upgrade"                | Marcelo Rubens Paiva / Kiko Zambianchi | 3:52    |  |
| 3.  | "Manchas e Intrigas"     | Kiko Zambianchi                        | 3:19    |  |
| 4.  | "Norte e Sul"            | Kiko Zambianchi                        | 3;24    |  |
| 5.  | "A Nossa Música"         | Kiko Zambianchi                        | 4:21    |  |
| 6.  | "Nirvana Psicodélico"    | Kiko Zambianchi                        | 3:48    |  |
| 7.  | "Máquina do Tempo"       | Kiko Zambianchi                        | 3:55    |  |
| 8.  | "Cada Dia"               | Kiko Zambianchi                        | 3:43    |  |
| 9.  | "Estamos Juntos"         | Kiko Zambianchi                        | 2:51    |  |
| 10. | "A Nave Que Ninguém Viu" | Kiko Zambianchi                        | 3:52    |  |
| 11. | "Logo de Cara"           | Kiko Zambianchi                        | 3:15    |  |
| 12. | "Noite de Espera"        | Marcelo Rubens Paiva / Kiko Zambianchi | 4:00    |  |
| 13. | "Desculpe"               | Arnaldo Baptista                       | 3:11    |  |
| 14. | "Paz na Confusão"        | Kiko Zambianchi                        | 4:28    |  |